# John Gadalla
John Gadalla (født 22. juli 1980) er en dansk tidligere professionel fodboldspiller, hvis primære position på banen var i forsvaret.

## Spillerkarriere
Gadalla startede som ungsenior i Hvidovre IF, hvor han var at finde på henholdsvis klubbens førstehold placeret i den næstbedste række samt U/21-holdstruppen.
I efteråret 2001 sikrede den nyligt nedrykkede 2. divisionsklub Fremad Amager sig defensivspillerens underskrift, hvilket endte med at han spillede for amagerkanerne i tre sæsoner. Han var således med på holdet, der spillede klubben tilbage til 1. division i 2002/03-sæsonen. I sommerpausen 2004 blev han, efter fælles forståelse parterne imellem, imidlertid løst fra sin kontrakt med Fremad Amager et halvt år før det oprindelige kontraktudløb. I den første del af opholdet i Fremad Amager var han ofte på banen i divisionskampene og udviklede sig til en regulær stamspiller, men en alvorlig ankelskade i vinterpausen 2003/2004 satte ham så meget tilbage, at han ikke oplevede megen spilletid i foråret 2004 under den daværende cheftræner Michele Guarini.
Forud for 2004/05-sæsonen lavede han derfor en aftale med 1. divisionskollegaerne Brønshøj Boldklub, der oprindeligt skulle være rykket ned i 2. division, men grundet FC Nordjyllands udtræden, fik klubben blot 36 timer før turneringsstarten tildelt den ledige plads af Dansk Boldspil-Union og kunne forblive i divisionen. Gadalla fik en enkelt succesfuld sæson for de sort/gule hvepse, hvor det blev til samlet 30 pokal- og divisionskampe og 2 scoringer, før han kom til 1. divisionsklubben Boldklubben Skjold i juli 2005.
Efter 2005/06-sæsonen, hvor Østerbro-klubben rykkede ned, forsatte den centrale forsvarsspiller karrieren hos 1. divisionskollegaerne Ølstykke FC i juli 2006 på i første omgang en halv-årig kontrakt, hvilket sidenhen blev forlænget til den resterende del af sæsonen. Efter at have været en rimelig fast bestanddel af ØFCs førstehold i hele 2006/07-sæsonen, valgte klubledelsen i sommeren 2007 på ny at forlænge hans kontrakt med yderligere et år således at den udløber den 30. juli 2008.